# Kirche Naustadt

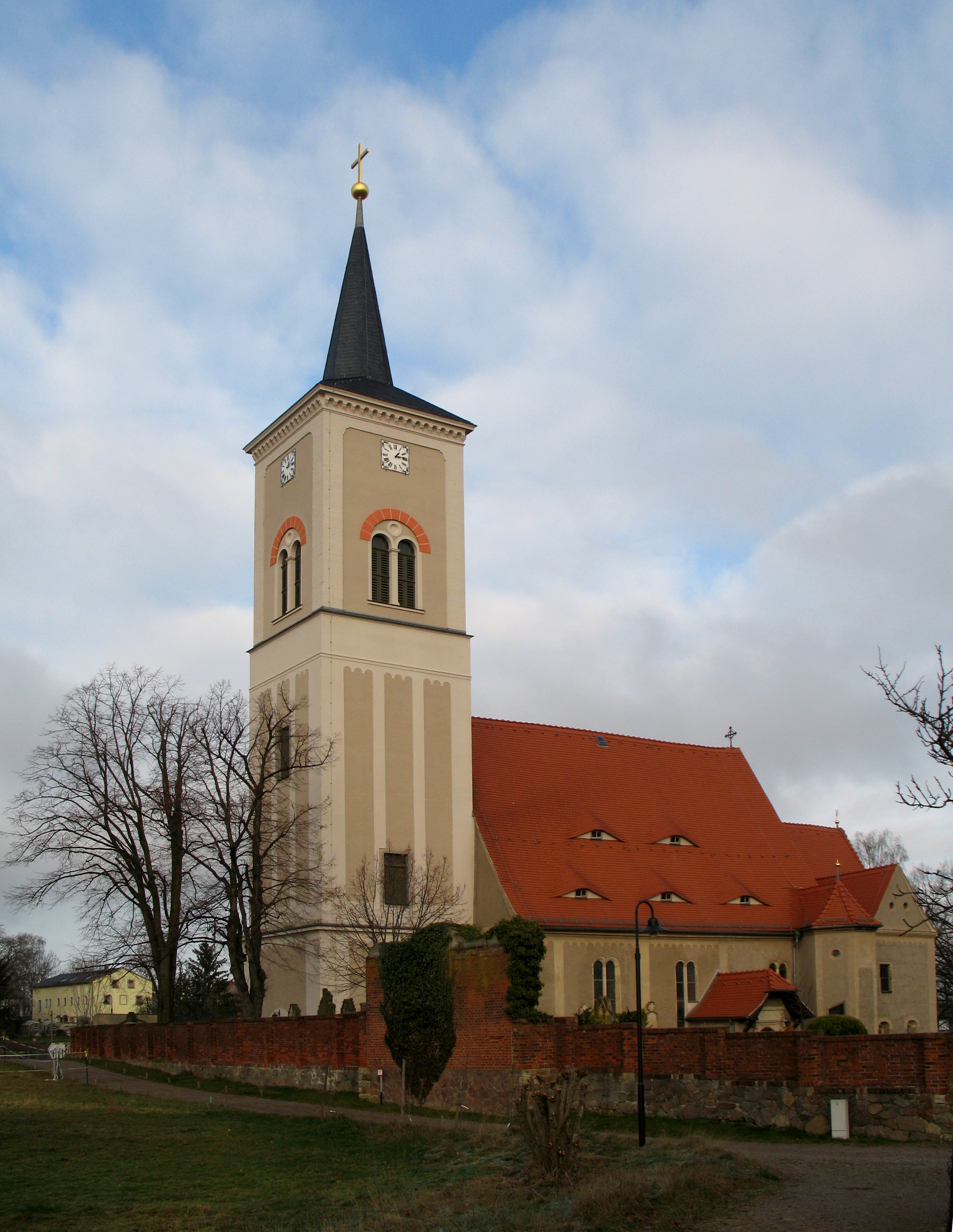
Kirche Naustadt

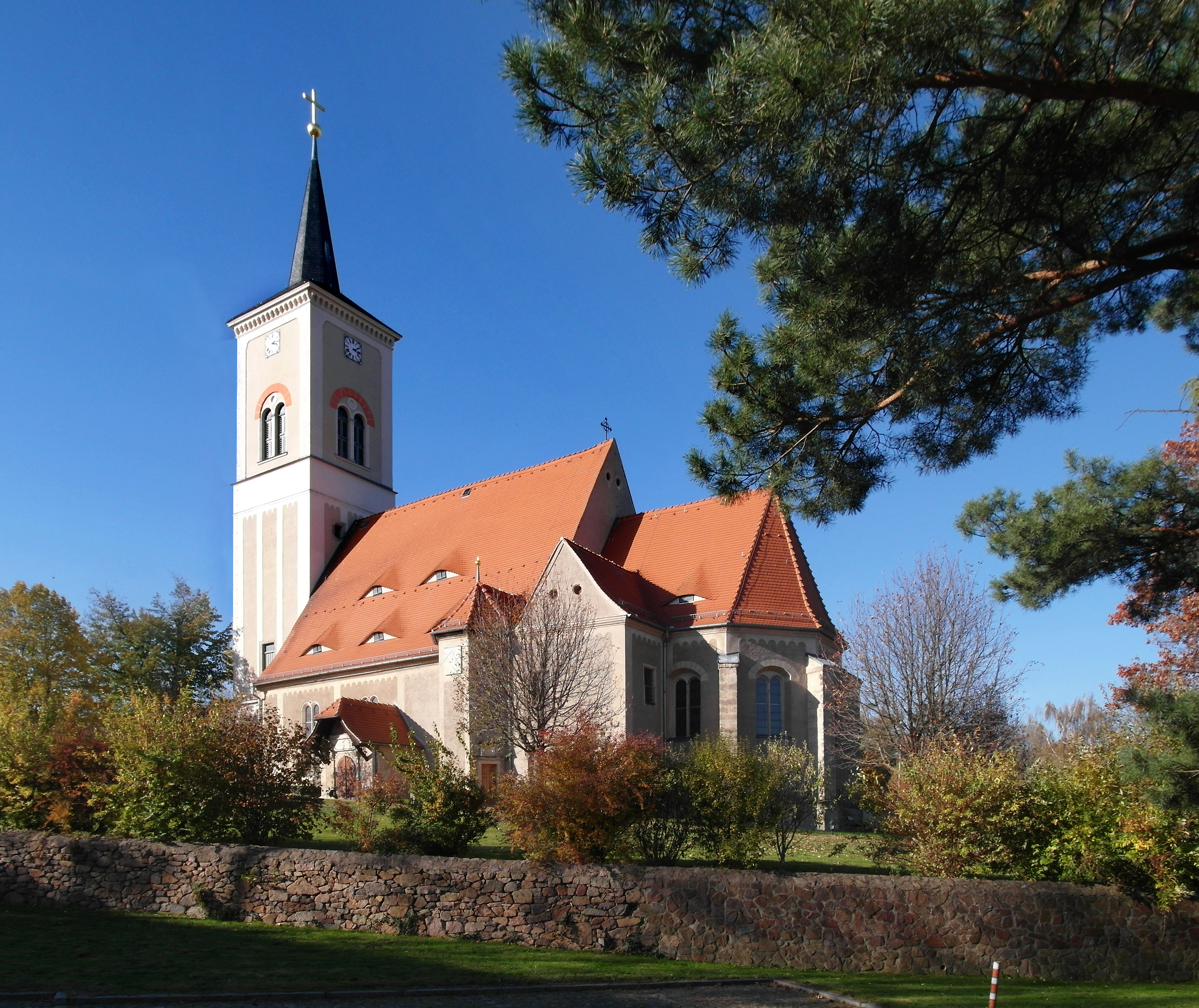
Südostansicht

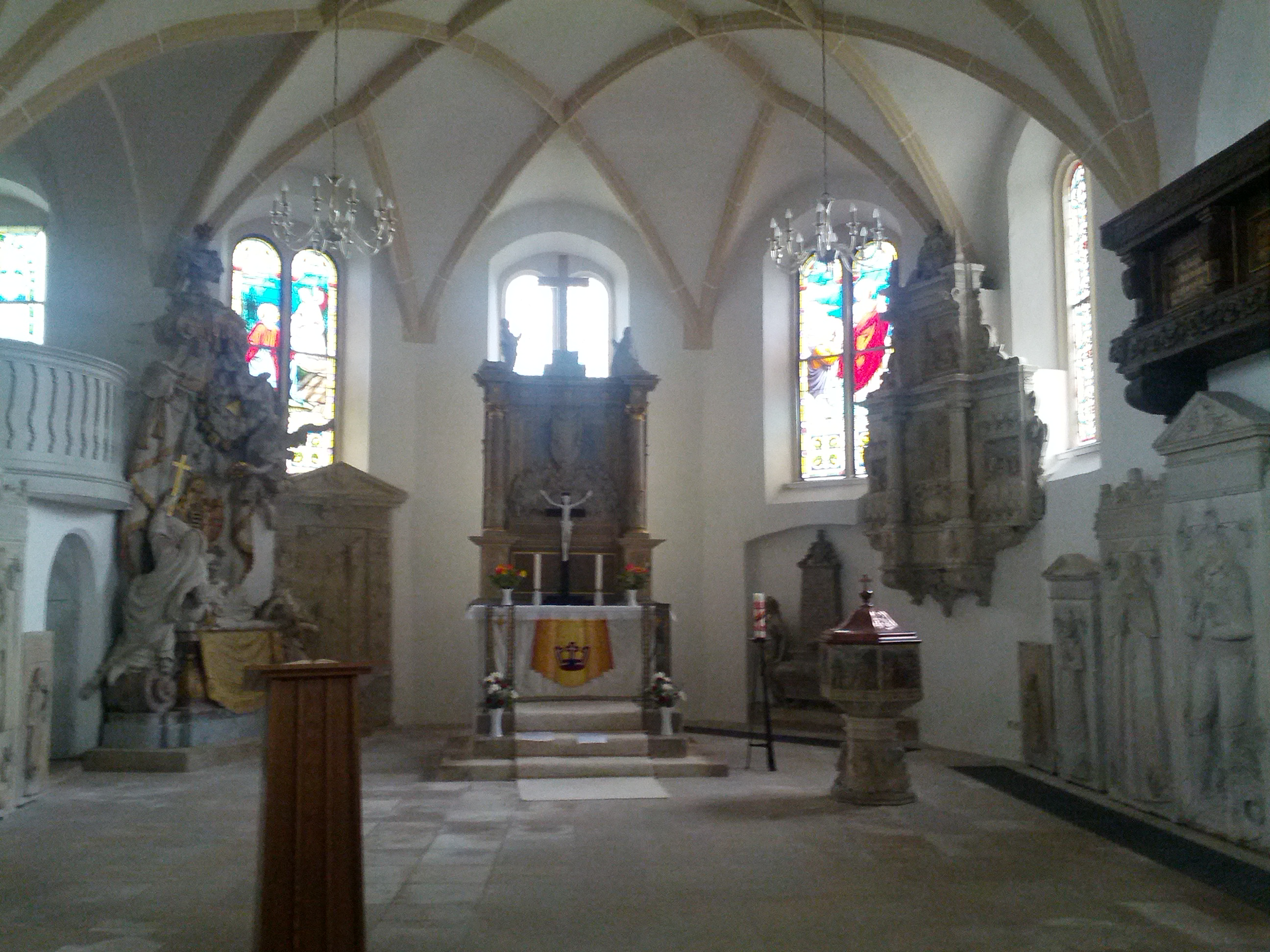
Innenansicht mit Altar

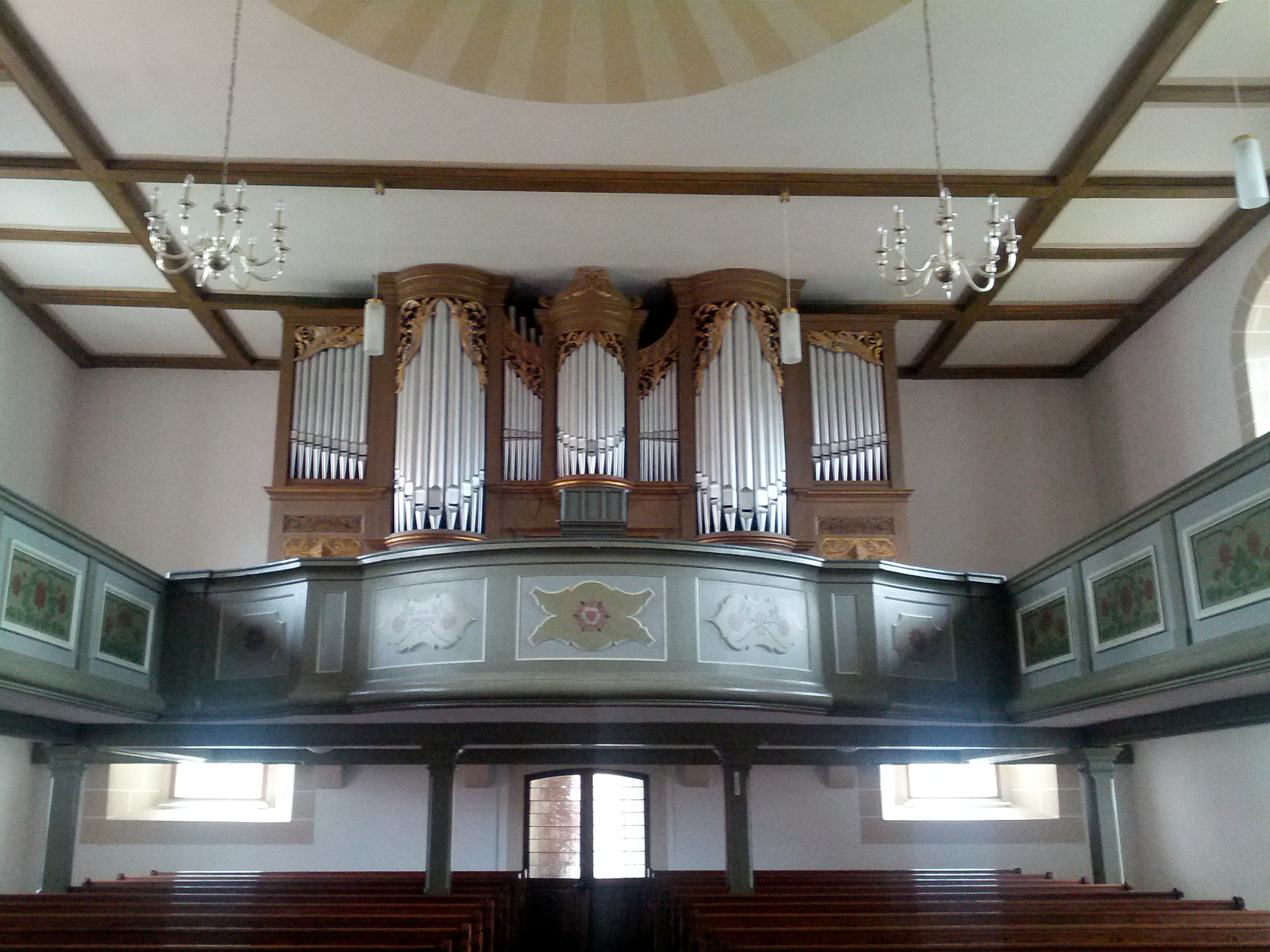
Orgel

Die evangelische Kirche Naustadt ist eine mehrfach veränderte Saalkirche im Ortsteil Naustadt von Scharfenberg im Landkreis Meißen in Sachsen. Sie gehört zur Kirchengemeinde Röhrsdorf im Kirchenbezirk Meißen-Großenhain der Evangelisch-Lutherischen Landeskirche Sachsens.

## Geschichte und Architektur
Das im Jahr 1346 als Kirche genannte Bauwerk wurde in den Jahren 1591–98 als Patronatskirche derer von Miltitz auf Scharfenberg und Batzdorf neu erbaut; im Jahr 1717 wurde der Westturm erneuert, das Portal, das Glockengeschoss und Spitzhelm nach einem Brand von 1847. Eine Außenrestaurierung erfolgte 1897 mit romanisierender, für den Charakter des Bauwerks bestimmender Putzgliederung, eine Innenrestaurierung im Jahr 1902, eine erneute Innenrestaurierung in den Jahren 1981/82.

### Äußeres
Die Kirche ist ein Putzbau mit eingezogenem Chor und Fünfachtelschluss mit Strebepfeilern und wird durch ein hohes Satteldach abgeschlossen. Die Fenster sind mit jeweils zwei Rundbögen über einem Mittelpfosten in Sandstein, schmal profiliert, gegliedert und werden von einem gemauerten Stichbogen überfangen; ihre Laibungen sind nach außen und nach innen abgeschrägt. In der Südwestecke ist ein Inschriftstein mit Baudatierung 1595 eingefügt. An der Südseite befindet sich eine Vorhalle mit Schopfwalmdach von 1895, das Portal wurde vermutlich 1821 aus nicht mehr verwendeten, verzierten Sandsteinpilastern (darunter Architekturteile eines 1606 aufgestellten und 1817 umgebauten Altars der Kirche) zusammengesetzt, das innere Portal der Vorhalle ist in Renaissanceformen aus der Bauzeit der Kirche gestaltet.
Das Dach des Chores ist niedriger als das Hauptdach und als Schleppdach über den nördlichen Choranbau fortgesetzt. An der Nord- und Südseite sind zwei verschieden große, zweigeschossige Anbauten als Sakristeien und Herrschaftsemporen mit separaten Treppenaufgängen angefügt. Der südliche Anbau, ein nach außen polygonal vortretender Wendelstein, ist mit Giebeldach und einem äußeren Portal versehen, dessen flankierende, mit je acht Wappen besetzte Sandsteinpilaster ebenfalls Teile des oben genannten, 1817 veränderten Altars sind. Der Westturm ist mit kräftigem Sockelprofil und einem rundbogigen Westportal sowie mit einem hohen Glockengeschoss und einem Spitzhelm gestaltet.

### Inneres
Das Bauwerk ist ein geräumiger Saal mit einem an seiner flachen Putzdecke umlaufenden Fries mit hölzernem, profilierten Rechteckrahmen gestaltet, die Deckenausbildung, die dreiseitig umlaufende Holzempore ist mit bemalten Brüstungen, das barockisierende einheitliche Gestühl und die farbige Verglasung der Fenster mit Schablonenmuster stammen von einer Restaurierung des Bauwerks von Woldemar Kandler aus dem Jahr 1902.
Der zweijochige Chor mit reichem nachgotischem Netzgewölbe öffnet sich in einem großen Korbbogen mit gemalten Quadern; in seinen Ostfenstern sind farbige Glasmalereien eingesetzt. Das Chorgewölbe ist zur nördlichen Herrschaftsempore in zwei Rundbögen über einer marmorierten Säule geöffnet, dahinter befindet sich ein zweijochiger Raum mit Kreuzgratgewölbe und Ostfenster, der nach vorn durch eine Brettbalusterbrüstung begrenzt ist, im Raum darunter die alte, gewölbte Sakristei mit einer Mensa, vermutlich des Vorgängerbauwerks; seitlich davon die Emporentreppe. Zur Südempore ist der Chor mit nur einem Bogen geöffnet, der Raum ist ebenfalls kreuzgewölbt, seine hölzerne Brüstung stammt aus dem frühen 17. Jahrhundert und ist mit Rankenschnitzerei versehen; in den Füllungen sind Bibelsprüche aufgemalt. Unter der Südempore liegt die neue Sakristei mit Kreuzgratgewölbe.

## Ausstattung
Das Hauptstück der Ausstattung ist ein Altar aus Sandstein aus dem Jahr 1606 von Hans Köhler dem Jüngeren, ursprünglich ein Epitaphaltar, der von Magdalene von Pflugk für ihren im Jahr 1600 verstorbenen Gemahl Ernst Wilhelm von Miltitz gestiftet wurde. Er wurde im Jahr 1817 verändert und dabei vereinfacht; sein Unterbau ist mit zwei Podesten gestaltet, darüber erhebt sich ein Aufbau mit zwei korinthischen Säulen mit Beschlagwerk, zwischen den Säulen befindet sich ein großes Relief mit ausdrucksvoller Darstellung des letzten Abendmahls vor einer Arkadenarchitektur, das Haupt Christi erscheint vor einer Draperie, die vorderen Figuren des Reliefs sind nahezu vollplastisch gearbeitet, die Szene überspielt die unteren Teile des Rahmens; auf einer Inschrifttafel unter dem Relief sind die Einsetzungsworte wiedergegeben.
Auf dem Gebälk des Retabels sind kniend und anbetend die Statuetten des Ernst Wilhelm von Miltitz und der Magdalene von Pflugk vor einem bekrönenden vergoldeten Kreuz dargestellt; das geschmiedete Altargitter wurde um 1710 geschaffen.
Die Kanzel links am Chorbogen aus Sandstein ist teils farbig und golden gefasst und wurde 1596 von Hans Köhler dem Älteren geschaffen, der Korb ruht auf einer toskanischen Säule mit Podest, der mit Löwenkopf und Diamantquadern geschmückt ist; die Brüstung ist dreigeteilt, im Mittelteil ist eine Pfingstdarstellung mit den Jüngern, dem Heiligen Geist und einer sitzenden Frau mit aufgeschlagenem Buch (wohl eine Personifikation der Kirche) angeordnet, in den Seitenteilen Wappen derer von Miltitz, von Schleinitz und von Pflugk; weiterhin Stifterinschriften und solche mit Bibelversen, über dem Fußgesims das Wappen des Bildhauers in Kartusche, auf der Brüstung der steinernen Kanzeltreppe Bibelsprüche und Inschriften, die Dietrich von Miltitz den Älteren und Ernst Wilhelm von Miltitz, Vater und Sohn, als Stifter nennen, mit der Datierung 1596.
Der Taufstein aus Sandstein, ebenfalls zum Teil gefasst, wurde 1597 von Hans Köhler dem Älteren geschaffen; er ist sechseckig und zeigt am Fuß des Schaftes Kinder mit den Leidenswerkzeugen Christi, am Becken vertiefte Rechteckfüllungen mit Reliefs der Flucht der Kinder Israel, voran Moses mit Stab, den Untergang der ägyptischen Reiter im Roten Meer, die Taufe Christi im Jordan, die Segnung der Kinder durch Christus, dazwischen die Wappen derer von Miltitz und ihrer Frauen. In der neuen Sakristei befindet sich ein kleines Kruzifix aus Sandstein, das vermutlich aus dem 15. Jahrhundert stammt.
Der große Orgelprospekt mit drei Türmen und zwei Flachfeldern beherbergt ein Werk der Firma Johannes Jahn aus dem Jahr 1902 mit heute 24 Registern auf zwei Manualen und Pedal.
Im Chor sind zahlreiche Grabdenkmäler aufbewahrt, davon herausragend ist das große pompöse Denkmal für den Oberhofmarschall Alexander von Miltitz auf Scharfenberg (1657–1738). Das Werk aus Sandstein, teilweise vergoldet, stammt nach einer Inschrift am Saum des Bahrtuches von Johann Joachim Kändler. Der liegende, mit dem Oberkörper aufgerichtete Aristokrat ist auf seinem Sterbebett dargestellt, das auf einem Sarkophag ausgebreitet ist, sein Blick ist nach oben gerichtet, sein Wappen hinter ihm auf einem Postament aufgestellt, betrauert von zwei weiblichen Personifikationen des Glaubens und der Stärke; ein herabschwebender Engel reicht den Lorbeerkranz und verheißt damit Nachruhm; mit der Rechten verweist er auf das Symbol der Dreifaltigkeit und damit auf die Erlösung; die Szene ist vor einer aufwändigen Vorhangdraperie und aus einem Baldachin entwickelt.
Beachtenswert sind weitere Grabdenkmäler aus Sandstein des Pfarrers Christoph Freitag († 1595) und seines Söhnchens im Totenhemd, des Hans Caspar von Miltitz († 1591), eines Jünglings mit Mantel und Halskrause; des dreijährigen Hans Heinrich Eberhardt († 1606), einer Frau von Hopfgarten († 1570, verschleiert und kniend), des Carl Werner Ernst von Miltitz († 1764) mit Sarkophag und trauernder Frau, des Alexander von Miltitz († 1629) mit großem mehrteiligem Aufbau und zahlreichen Reliefs, darunter eine Darstellung des Verstorbenen mit gefalteten Händen an einem Pult, auf dem Bücher liegen; eines jungen Miltitz († 1609) im Totenhemd; der Sargen von Miltitz († 1581) in frontaler Haltung, mit Kreuz auf der Brust, der Barbara von Miltitz († 16??) im Totenhemd, des gerüsteten Dietrich von Miltitz († 1600), der Margareta von Miltitz († 1588), frontal mit gefalteten Händen. In der Turmerdgeschosshalle steht das Grabdenkmal des Berggeschworenen Martin Richter († 1626), mit langem Spitzbart, aus Sandstein; weitere zahlreiche Grabdenkmäler des 16. bis 19. Jahrhunderts finden sich an den Außenwänden der Kirche.